# 赫斯珀鎮區 (愛荷華州溫納希克縣)
赫斯珀鎮區（英語：Hesper Township）是位於美國愛荷華州溫納希克縣的一個行政鎮區。

## 地方資料
根據2010年美國人口普查的數據，赫斯珀鎮區的面積為77.56平方千米，當中陸地面積為77.53平方千米，而水域面積為0.03平方千米。當地共有人口455人，而人口密度為每平方千米5.87人。